# NGC 7290
NGC 7290 este o galaxie situată în constelația Pegas. A fost descoperită în 7 august 1864 de către Albert Marth. Se află la o distanță de 42,07 de megaparseci de Pământ.